# 별내고등학교
별내고등학교(別內高等學校)는 대한민국 경기도 남양주시 별내동에 있는 공립 고등학교이다.

## 학교 연혁
- 2013년 1월 4일 : 별내고등학교 설립인가(총 36학급)
- 2013년 3월 1일 : 초대 김주창 교장 취임
- 2013년 3월 4일 : 제1회 신입생 420명 입학(12학급 편성)
- 2016년 2월 4일 : 제1회 졸업생 378명 졸업
- 2024년 1월 5일 : 제9회 졸업식(232명 졸업)
- 2024년 3월 1일 : 제4대 한미옥 교장 취임
- 2024년 3월 4일 : 제12회 신입생 333명 입학(11학급 편성)

## 참고 자료
- 별내고등학교 - 한국교육학술정보원 학교알리미